# ピカピカのぎろちょん
『ピカピカのぎろちょん』は、佐野美津男による日本の児童文学作品。

## 概要
1968年（昭和43年）8月20日にあかね書房より刊行された。小学4年生の少女「アタイ」と弟の「マア」、その仲間たちが、ある日突然街に起った「ピロピロ」という非常事態に遭遇する物語。題名の「ぎろちょん」は、広場に据え付けられた実物を真似て、アタイたち子供が作ったギロチンの模型を指す。
児童文学評論家の赤木かん子は子供時代に本書を読み、「こんな本を書く人が世の中には（中略）いるんだ、すご～い！」と思ったという。のちに「こどもの本の探偵」を始めてからは、「たしか"ぴかぴかのぎろちょん"とかいう変な題名で、広場に囲いができて何かが起こったような気がするのですが、ストーリーはよく覚えていません……」という手紙を、何十通かわからないほど受け取ったといい、佐野美津男を大海赫と並ぶ「シュールのキング」としている。
徳間書店児童書編集部編集長の上村令は、子供時代に本書を読んだ際、「「大人が何かに気をとられている間の子どもの自由」の感じが、すごくぴったり来て、大好きだった」といい、「「革命」とか「戒厳令」とか呼ばれるような状況の中、生き生きと動き回る子どもたちを描いた、異色の作品」としている。また、「「ピロピロになれば子どもだって大変だ」という「事実」とはまったく別のところで、そういう状況下での子どもの豊かな生命力を描き出した、不思議な魅力を持った物語です」とも評している。
北海道大学教授の武田雅哉も、本書を「児童文学のカルト的作品」とし、小学校の図書室から何度も借りて読み、妹にも読ませたことを述懐している。大学の浪人時代には、どうしても気になって購入もしたといい、「ピロピロってなあに？革命？戒厳令？ストライキ？なんでもいいけど、おとなたちの異常事態は、こどもにとってはわくわくする不安で楽しい時間なのだ。そういえば、文化大革命もピロピロだったんだな。いつもこどもは別のヘンテコな世界を生きている」と記している。
絶版となっていた本書だが、2005年（平成17年）になって、復刊ドットコムの読者リクエスト投票で多数の票を得たため、運営元のブッキングから復刊された。復刊された本書に赤木が寄せた解説によると、赤木が『ピカピカのぎろちょん』の復刊を希望していることがブッキングの耳に届き、それからすぐに復刊が決定したという。
挿絵を担当しているのは中村宏で、武田は「中村宏画伯による挿絵も、シュールでエロティック、かつキュート！」と評している。佐野と中村の組合せによる児童書はほかに『にいちゃん根性』（1968年）、『犬の学校』（1969年）、『ライオンがならんだ』（1966年）、『東京・ぼくの宝島』（1970年）、『だけどぼくは海をみた』（1970年）がある。

## あらすじ
ある朝にアタイが学校へ行く前、噴水池の広場に集まる鳩の様子を確かめるために外へ出て、国道の歩道橋を渡ろうとすると、3人の「おまわりさん」に、この橋はまん中に大きな穴が開いてしまったから通れないと告げられる。更に偶然会った友人のヤキブタに、新聞が売られていないことを聞き、国道には自動車が普段の半分も通っていないことにも気付く。
家に戻ると、やがてやってきた自動車が、教育委員会の名で学校が休みになったことをスピーカーで告げた。何が起っているのか確かめようと、母がテレビを点けても番組は映らない。出て行った父は一連の出来事の原因が「ピロピロ」であること、鉄道も止っていることを告げる。ピロピロとは何かとアタイが尋ねると、「世の中がかわるのさ。」と父は言うのだった。
家を弟のマアと抜け出したアタイは、大商店街通りに色々な物が積まれ、ピロピロが来ないようにするためという「バリケード」が築かれているのを見る。友人のゴンやメガネによると、他の商店街の通りや国道にもバリケードが設置されたという。
あくる日、大人から情報を得てきたヤキブタはアタイたちに、ピロピロに反対する人間の首を切る「ギロチン」という首切り機械が、噴水のそばに置かれたという話をする。何とかしてそのギロチンというものを見たいと考えたアタイは、東商店街通りのアーケードに登り、商店街と交叉する国道まで伝っていけば、噴水のギロチンを見ることができることに気付く。
再びマアと一緒に家を抜け出して、電信柱から商店街のアーケードに登ったアタイは、車が1台も通っていない国道と、噴水のそばにある、アルミニウムかジュラルミンででもできているような、ピカピカと光るものを付けたギロチンを見る。戻ってくるとヤキブタやゴンたちが待っており、アタイは見てきたギロチンの様子を報告する。
アタイはギロチンのおもちゃを作ることを思いつき、仲間たちも賛成する。そして材料を集めて仕事に掛かり、三角のブリキを刃にしたギロチンを完成させて、家から持ってきたキュウリを「死刑」にすることに成功した。
あくる日にはゴンの提案で、ギロチンにおもちゃらしい名前を付けることになり、名前は「ぎろちょん」と決まった。そして「ぎろちょん」が本物にそっくりかどうかを確かめるため、くじ引きに当ったゴン、タマゴ、キンヤがアーケードに登る。アタイたちは野菜を「ぎろちょん」にかけながら待っていたが、やがて戻ってきた3人によると、噴水の周りには黒いペンキのようなものを塗り付けられた高い塀ができており、ギロチンの姿は見えなかったという。
黒い塀の内側がどうなっているのかを確かめるため、明くる日にアタイは、噴水のそばの銀杏の木に登って確かめに行こうとする。しかし、いつの間にか商店街のバリケードは撤去されており、国道にも僅かながら自動車が走り始めていた。穴など開いていない歩道橋を渡って黒い塀のそばまで来たアタイは、その周りが新しくできた鉄条網に取り囲まれて近付くこともできないのを知り、癪に障るその鉄条網へ、マアと共に唾を吐きかけるのだった。
「あとがき」では、日常が帰ってきたにもかかわらず、噴水の周りは最早当り前のように黒く高い塀で囲まれたままであることと、いつかこの塀を壊して中に何があるかをみんなに見せ、噴水のそばに「ぎろちょん」を置いてやろう、というアタイの決心が記される。

## 書誌情報
- 『ピカピカのぎろちょん』〈創作児童文学選・5〉（1968年8月20日、あかね書房）
- 『ピカピカのぎろちょん』（2005年10月20日、ブッキング）